# Prima pensa, poi parla, perché parole poco pensate portano pena
Prima pensa, poi parla, perché parole poco pensate portano pentimento è un'espressione proverbiale della lingua italiana. 
Conosciuto come "la regola delle 10 P" o "le 10 P della saggezza".

## Significato
Il significato, in pratica, sta nella frase stessa, ovvero nel riflettere prima di parlare per evitare spiacevoli conseguenze.

## Origine
Questo detto viene dall'Antica Grecia quando un Ateniese offese un guerriero e di conseguenza venne ucciso dall'altro. In alcune versioni si trova anche con l'ultima parola al plurale.

## Versioni alternative
"Prima pensa, poi parla, perché parlare prima di pensare può portare parecchi problemi."
"Prima pensa, poi parla, perché parole poco pensate possono portare parecchie penose preoccupazioni."
Versione alternativa tramandata oralmente (nota anche come "Regola delle 12 P" o "Le 12 P del Maestro"). Diffusasi dapprima nella Grecia antica e, successivamente, divenuta famosa perlopiù in Piemonte.